# Tule Lake National Monument

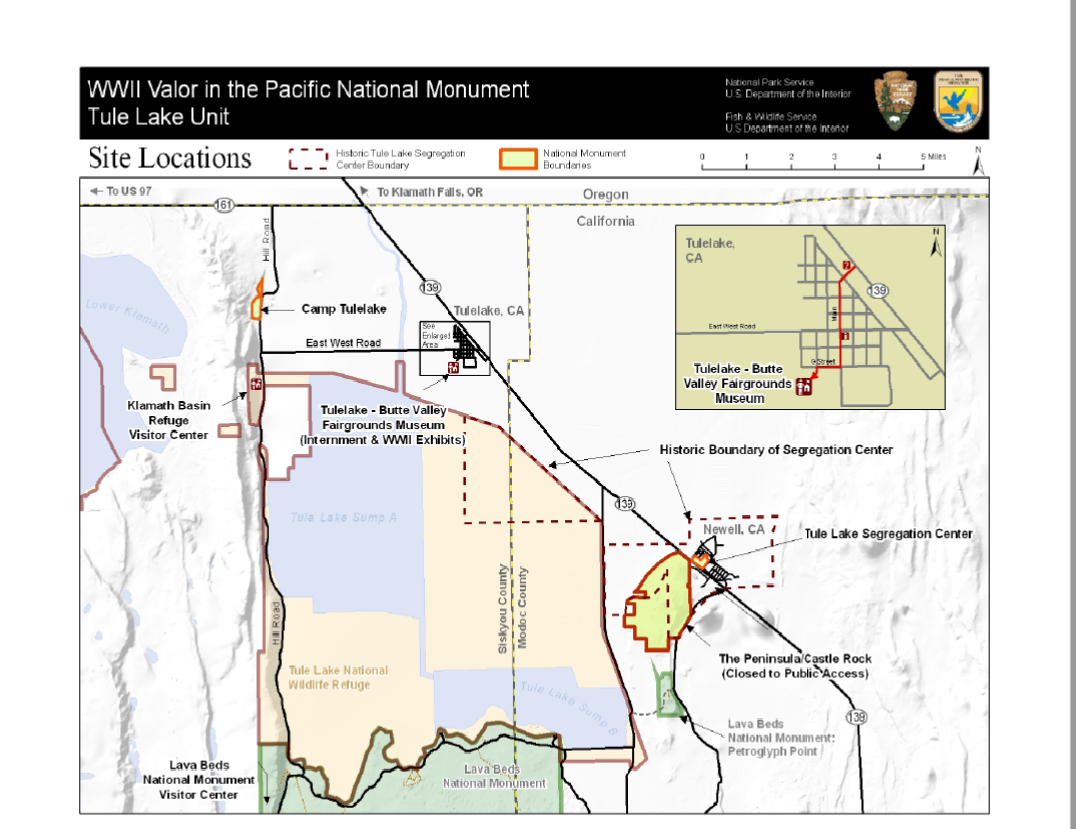
Karte vom Tule Lake National Monument

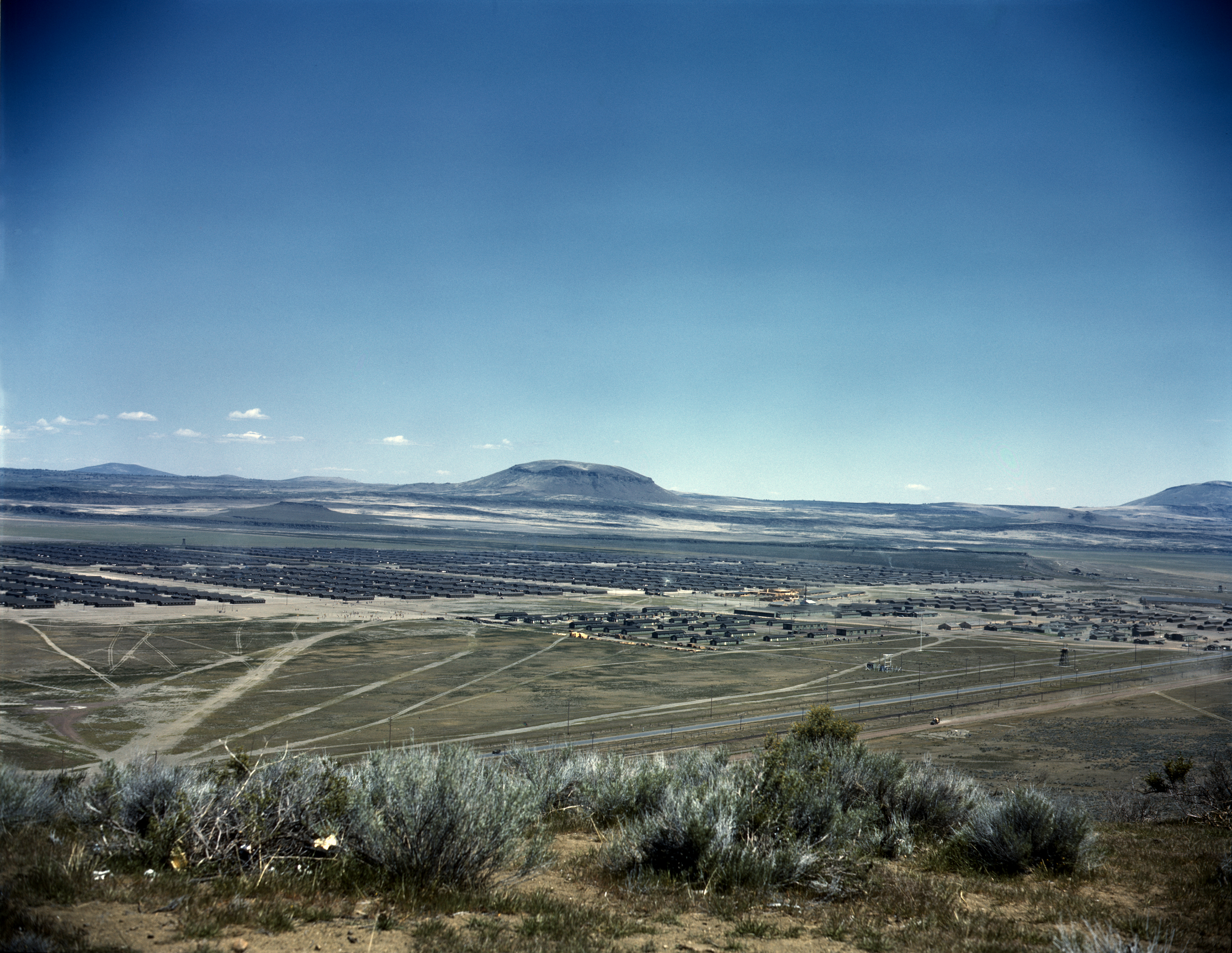
Tule Lake War Relocation Center 1942 oder 1943

Das Tule Lake National Monument ist ein US-amerikanisches National Monument im Modoc County und im Siskiyou County in Kalifornien. Es wurde hauptsächlich zum Gedenken an die Internierung japanischstämmiger Amerikaner und Japaner im Tule Lake War Relocation Center im Zweiten Weltkrieg ausgewiesen. Es handelte sich um das größte Lager dieser Art in den USA. 
Der United States Fish and Wildlife Service und der National Park Service betreuen gemeinsam das Tule Lake National Monument. Die Gedenkstätte hat bisher keine eigenen Einrichtungen (Stand 2019). Im nahe gelegenen Ort Tulelake gibt es im Tulelake - Butte Valley Fairgrounds Museum auch eine kleine Ausstellung zur Internierung der japanischstämmigen Bevölkerung im Zweiten Weltkrieg.

## Lage
Das ehemalige Lager liegt im Ort Newell bzw. nördlich und östlich davon im Modoc County. Zum Tule Lake National Monument gehören noch zwei weitere Teilflächen. Die Zweite Teilfläche ist die Felsformation Peninsula/Castle Rock südwestlich von Ort Newell, ebenfalls im Modoc County. Der Peninsula/Castle Rock ist für Besucher geschlossen. Die dritte Fläche südwestlich von der Ortschaft Hatfield im Siskiyou County, ungefähr 12 km von den beiden anderen Teilflächen entfernt, erinnert an das Camp Tulelake. Das wurde 1935 als Lager des Civilian Conservation Corps errichtet. Es wurde ab 1942 genutzt um japanisch-amerikanische Widerständler des Tule Lake War Relocation Center zu inhaftieren. Später waren auch italienische und deutsche Kriegsgefangene im Lager, die als Landarbeiter in der Region arbeiteten.
Benachbart liegen das Tule Lake National Wildlife Refuge des US Fish and Wildlife Service und das Lava Beds National Monument des National Park Service. Daher kommt die gemeinsame Verwaltung des neueren National Monuments durch die beiden ohnehin vor Ort vertretenen Behörden.

## Geschichte der Gedenkstätte
2008 wurde die Flächen des heutigen Tule Lake National Monument es als Teil des dezentralen World War II Valor in the Pacific National Monument erstmals von Präsident George W. Bush als National Monument ausgewiesen.
Am 12. März 2019 wurde mit Unterzeichnung des Kongress-Gesetzes John D. Dingell, Jr. Conservation, Management, and Recreation Act durch Präsident Donald Trump das World War II Valor in the Pacific National Monument aufgelöst und neben den beiden anderen Teilen das Tule Lake National Monument mit einer Fläche von 1.391 Acres als eigenständiges National Monument ausgewiesen.
Die Gedenkstätte hat bislang keine Einrichtungen. Das Gelände des Tule Lake War Relocation Center ist Großteils in privatem Besitz. Der Tule Lake Municipal Airport und Teile der Ortschaft Newell liegt mitten im ehemaligen Lagerbereich. Verwaltung und Ausbau der Flächen in Bundesbesitz zu einer Gedenkstätte sollen vom National Park Service übernommen werden. 
Bereits 2006 erfolgte die Ausweisung des Gebietes als National Historic Landmark (NHL) und National Register of Historic Places (NRHP).